# Enhanced compression wavelet
Pour les articles homonymes, voir ECW.
Enhanced compression wavelet (ECW), soit en français « compression par ondelettes améliorée », est un format de compression par ondelettes d'image numérique développé par Earth Resource Mapping Ltd, une société éditrice de données géographiques et de systèmes d'information géographique.
Ce format de fichier est optimisé pour les images aériennes et satellitaires, et compresse très efficacement de très lourdes images à forte résolution et à contrastes fins et nombreux. Il s'agit d'un format de compression avec pertes.
Le format ECW permet de décompresser certaines régions sans avoir besoin de décompresser le fichier entier.